# Stephen LaBerge
Stephen LaBerge (* 1947) je psycholog v oblasti lucidního snění. V roce 1967 získal titul bakaláře v oboru matematiky. Začal zkoumat lucidní snění v psychofyziologii na Stanfordově univerzitě. V roce 1987 založil Lucidity Institute, organizaci, která podporuje výzkum lucidního snění, stejně jako kurzy pro širokou veřejnost o tom, jak lucidního snu dosáhnout.

## Životopis
Stephen LaBerge, Ph.D., se narodil roku 1947. Jako syn důstojníka vojenského letectva měl šanci vidět kus světa a záhy si vybudoval živý zájem o vědu jako nástroj k pochopení vesmíru.
Po dvou letech studia matematiky na Univerzitě v Arizoně získává roku 1967 bakalářský titul a pouští se do studia fyzikální chemie na Stanfordově univerzitě. Zde také položil základy svého průkopnického výzkumu lucidního snění.
V roce 1980 získává doktorát z psychofyziologie, a díky úspěšným experimentům ve spánkové laboratoři se mu daří s konečnou platností přesvědčit vědeckou komunitu o existenci lucidního snění. Od té doby zde pokračuje ve své práci, studiu lucidních snů a psychofyziologických vztahů mezi různými stavy vědomí. V roce 1988 zakládá Lucidity Institute, jehož cílem je výzkum potenciálu vědomí a aplikace získaných poznatků ke zlepšení kvality lidského zdraví a života.